# Сьвінярув
Сьвінярув (пол. Świniarów) — село в Польщі, у гміні Лосиці Лосицького повіту Мазовецького воєводства. Населення — 226 осіб (2011).

## Історія
За даними етнографічної експедиції 1869—1870 років під керівництвом Павла Чубинського, у селі проживали лише греко-католики, які розмовляли українською мовою.
У 1975—1998 роках село належало до Білопідляського воєводства.

## Демографія
Демографічна структура станом на 31 березня 2011 року:
|          | Загалом | Допрацездатний вік | Працездатний вік | Постпрацездатний вік |
| -------- | ------- | ------------------ | ---------------- | -------------------- |
| Чоловіки | 111     | 16                 | 74               | 21                   |
| Жінки    | 115     | 20                 | 64               | 31                   |
| Разом    | 226     | 36                 | 138              | 52                   |